# Lady (Hear Me Tonight)
A Lady (Hear Me Tonight) című dal a francia house duó Modjo 2000. áprilisában megjelent debütáló kislemeze, mely B mollban íródott, illetve az akusztikus változata G mollban. A dal producere Romain Tranchart volt, a vokális részt Yann Destagnol énekli.

## A dal eredete
A dal gitár hangmintáit az 1982-ben megjelent Soup For One című dalból merítették, mely az amerikai Chic együttes egyik slágere. A dalt Nile Rodgers és Bernard Edwards írták.
A dalnak létezik az eredeti változat mellett egy akusztikus változata, szintén Modjo előadásában, valamint több remixe is, melyet Harry Romero, Roy Davis Jr. és Danny Tenaglia mixelt.

## Megjelenése
A dal az Egyesült Királyság kislemezlistájának első helyén debütált és két hét alatt a 16. legjobban fogyó kislemeznek számított 2000-ben. A dal Top 10-es sláger volt több országban is. Az Egyesült Államokban a dal 1. helyezést ért el a  Hot Dance Club Songs slágerlistán. Világszerte 2017-ig 2 millió eladott példány talált gazdára.
7"  Franciaország Polydor – 561 912-7
- A	Lady (Hear Me Tonight) (Radio Edit) 3:41
- B	Lady (Hear Me Tonight) (Original Mix) 5:05

## Videóklip
A dalhoz tartozó klipet Kanadában, Quebecben forgatták. Rendezte Francois Nemeta.

## Slágerlista

### Heti összesítések
| Slágerlista(2000–01)                  | Legjobb helyezések |
| ------------------------------------- | ------------------ |
| Ausztrália (ARIA)                     | 10                 |
| Ausztria (Ö3 Austria Top 40)          | 8                  |
| Belgium (Ultratop 50 Flanders)        | 5                  |
| Belgium (Ultratop 50 Wallonia)        | 7                  |
| Kanada (Nielsen SoundScan)            | 2                  |
| Dánia (Tracklisten)                   | 3                  |
| Európa (Eurochart Hot 100)            | 1                  |
| Finnország (Singlet Top 20)           | 3                  |
| Franciaország (Single Top 100)        | 7                  |
| Németország (Media Control Charts)    | 2                  |
| Görögország (IFPI)                    | 1                  |
| Magyarország (Mahasz)                 | 1                  |
| Izland (Íslenski Listinn Topp 40)     | 3                  |
| Írország (IRMA)                       | 1                  |
| Olaszország (FIMI)                    | 2                  |
| Hollandia (Single Top 100)            | 4                  |
| Hollandia (Top 40)                    | 3                  |
| Új-Zéland (Recorded Music NZ)         | 5                  |
| Norvégia (VG-lista)                   | 3                  |
| Lengyelország (Polish Airplay Charts) | 4                  |
| Portugália (AFP)                      | 1                  |
| Románia (Romanian Top 100)            | 1                  |
| Skócia (Scottish Singles Top 40)      | 1                  |
| Spanyolország (AFYVE)                 | 1                  |
| Svédország (Sverigetopplistan)        | 8                  |
| Svájc (Schweizer Hitparade)           | 1                  |
| Egyesült Királyság (UK Singles Chart) | 1                  |
| US Billboard Hot 100                  | 81                 |
| US Hot Dance Club Songs (Billboard)   | 1                  |

| Slágerlista (2016)                    | Legjobb helyezés |
| ------------------------------------- | ---------------- |
| Lengyelország (Polish Airplay Top 20) | 62               |

### Év végi összesítések
| Slágerlista (2000)          | helyezés |
| --------------------------- | -------- |
| Svájc (Schweizer Hitparade) | 6        |